# Jacobpriset

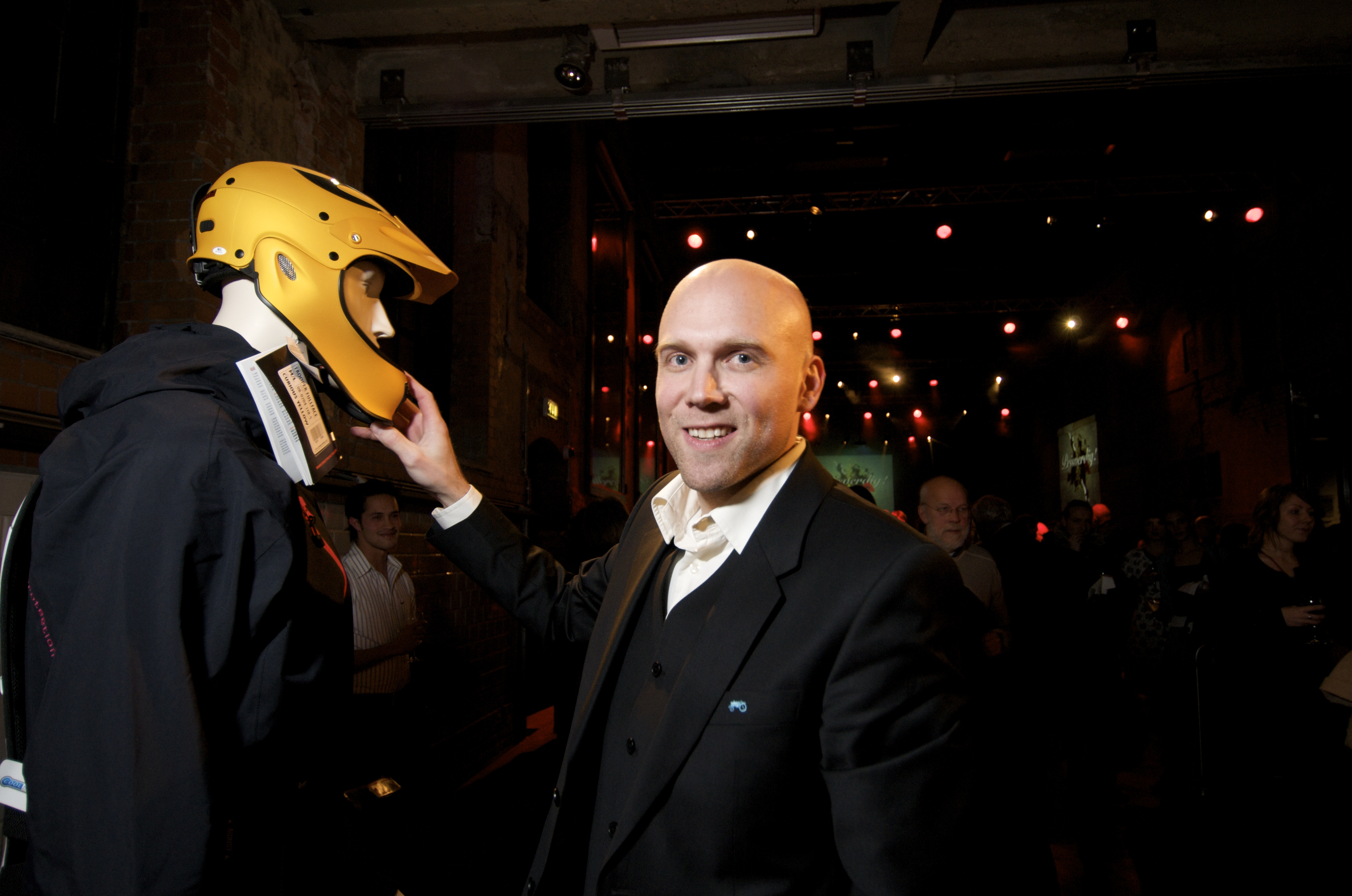
Ståle N. Møller, designer av kläder för extremsport, fick Jacobpriset 2008.

Jacobpriset (norska: Jacob-prisen) är ett norskt pris inom design, utdelat av stiftelsen Norsk Form. Priset, som instiftades 1957, utdelas årligen till en norsk formgivare. Det är uppkallat efter den första prismottagaren, Jacob Tostrup Prytz.

## Prismottagare
- 1957 – Jacob Prytz, guldsmed, och Willy Johansson, glaskonstnär
- 1958 – Elise Jakhelln, textilkonstnär
- 1959 – Birgit Wessel, textilkonstnär
- 1960 – Bjørn Ianke, möbelformgivare
- 1961 – Sigurd Alf Eriksen, silversmed
- 1962 – Bendt Winge, inredningsarkitekt och möbelformgivare
- 1963 – Sigrun Berg, textilkonstnär
- 1964 – Kjellaug Hølaas, textilkonstnär och guldsmed
- 1965 – Tone Vigeland, silversmed
- 1966 – Arne Lindaas, keramiker
- 1967 – Synnøve Anker Aurdal, bildvävare
- 1968 – Birger Dahl, inredningsarkitekt och industriformgivare
- 1969 – Benny Motzfeldt, glaskonstnär
- 1970 – Margrethe och Jens von der Lippe, keramiker
- 1971 – Tormod Alnæs, möbelformgivare
- 1972 – Grete Prytz Kittelsen, silversmed
- 1973 – Anne Lise Aas, inredningsarkitekt
- 1974 – Tias Eckhoff, industriformgivare
- 1975 – Charlotte Block Hellum, emaljkonstnär
- 1976 – Bjørn A. Larsen, möbel- och industriformgivare
- 1977 – Priset utdelades inte
- 1978 – Ingmar Relling, inredningsarkitekt och möbelformgivare
- 1979 – Severin Brørby, glaskonstnär
- 1980 – Vivian Zahl Olsen, grafisk formgivare och illustratör
- 1981 – Dagny og Finn Hald, keramiker
- 1982 – Hermann Bongard, formgivare
- 1983 – Johannes Rieber, träsvarvare
- 1984 – Annelise Knudtzon, textilkonstnär
- 1985 – Aud Dalseg, inrednings- och utställningsarkitekt
- 1986 – Balans-gruppen: Hans Chr. Mengshoel, Svein Gusrud, Peter Opsvik, Oddvin Rykken, möbelformgivare
- 1987 – Arne Åse, keramiker
- 1988 – Jan Herman Linge, båtkonstruktör
- 1989 – Sven Ivar Dysthe, inredningsarkitekt och industriformgivare
- 1990 – Bjørg Abrahamsen, textilkonstnär
- 1991 – Bruno Oldani, grafisk formgivare
- 1992 – Arne Jon Jutrem, glaskonstnär, och Ellinor Flor, modeskapare
- 1993 – Sverre Fehn, arkitekt
- 1994 – Konrad Mehus, konsthantverkare
- 1995 – Terje Meyer, industriformgivare
- 1996 – Beate Ellingsen, inredningsarkitekt och möbelformgivare
- 1997 – Liv Blåvarp, konsthantverkare och smyckekonstnär
- 1998 – Lisbet Dæhlin, keramiker
- 1999 – Niels Torp, arkitekt
- 2000 – Solveig Hisdal, modeskapare
- 2001 – Roy Håvard Tandberg, industriformgivare
- 2002 – Leif Anisdahl, grafisk formgivare
- 2003 – Petter Abrahamsen, inredningsarkitekt
- 2004 – Odd Thorsen, inredningsarkitekt och industriformgivare
- 2005 – Enzo Finger, grafisk formgivare
- 2006 – Ingjerd Hanevold, smyckekonstnär
- 2007 – Jensen & Skodvin Arkitektkontor
- 2008 – Ståle N. Møller, formgivare av sportkläder
- 2009 – Egil Haraldsen, grafisk formgivare
- 2010 – Sigurd Bronger, smyckekonstnär
- 2011 – Lavrans Løvlie, interaktionsdesigner
- 2012 – Peter Opsvik, möbelformgivare
- 2013 – Helen & Hard, arkitektkontor
- 2014 – Reiulf Ramstad, arkitekt
- 2015 – priset utdelades inte
- 2016 – Bengler, designbyrå